# Podróż apostolska Benedykta XVI do Niemiec (2006)
Podróż apostolska Benedykta XVI do Niemiec odbyła się w dniach 9 – 14 września 2006.
Zgodnie z planem Benedykt XVI odwiedził miejsca związane z jego młodością, a także pracą duszpasterską w swojej Ojczyźnie. Była to czwarta zagraniczna podróż papieża. Pielgrzymka przebiegła się pod hasłem Kto wierzy, nigdy nie jest sam.

## Program wizyty
9 września 2006
- 15:30 – przylot do Monachium, ceremonia powitania
- 17:30 – modlitwa przed kolumną Matki Bożej w centrum miasta
- wieczorem miało miejsce spotkanie z władzami Republiki Federalnej Niemiec

10 września 2006
- 10:00 – msza na terenie Nowych Targów Monachijskich
  - Ludy Afryki i Azji (...) przestrasza (...) taki rodzaj rozumowania, który całkowicie wyklucza Boga z pola widzenia człowieka i uważa to za najbardziej rozsądne, chcąc przenieść to również na ich kulturę. – mówił w homilii Benedykt XVI. Jego słów słuchało ok. 250 tys. wiernych.
- 17:30 – nieszpory w katedrze monachijskiej

11 września 2006
- 9:45 – nawiedzenie sanktuarium w Altötting
- 10:30 – msza na placu przy sanktuarium
- 17:00 – nieszpory maryjne i spotkanie z zakonnikami i seminarzystami
- wieczorem pobyt w rodzinnym mieście – Marktl

12 września 2006
- 10:00 – msza na błoniach w pobliżu Ratyzbony
- 17:00 – spotkanie ze światem nauki
  - W czasie tego spotkania Benedykt XVI zacytował cesarza bizantyjskiego Manuela II Paleologa, który w 1391 r. powiedział :Wskaż mi, co nowego wniósł Mahomet; wtedy znajdziesz tylko to, co złe i nieludzkie, jak choćby to, że nakazał szerzyć mieczem wiarę, którą głosił. Przytaczając tę wypowiedź papież uczynił ją punktem wyjścia do ukazania relacji między wiarą a rozumem. Podkreślił przy tym, że słowa monarchy są niezwykle ostre i zdumiewająco szorstkie. Wyrwane z kontekstu przemówienia słowa stały się pretekstem do kilkudniowych protestów przeciwko Benedyktowi XVI, w czasie których palono m.in. wizerunki papieża. Jednocześnie do Watykanu płynęły słowa solidarności z Benedyktem XVI; wyraził je m.in. włoski senat.
  - 17 września w czasie spotkania z wiernymi w Castel Gandolfo papież wyraził żal z powodu opacznego zrozumienia jego słów.
- 18:30 – udział w nieszporach ekumenicznych

13 września 2006
- Dzień prywatny papieża. Papież spotkał się m.in. z bratem – ks. Georgiem Ratzingerem i odwiedził grób rodzinny.

14 września 2006
- 10:45 – spotkanie z kapłanami w katedrze we Fryzyndze
- 12:15 – ceremonia pożegnania w Monachium, odlot do Rzymu.